# بسيان (خدا أفرين)
بسيان هي قرية في مقاطعة خدا أفرين، إيران. عدد سكان هذه القرية هو 240 في سنة 2006.